# Dom Mielnikowa

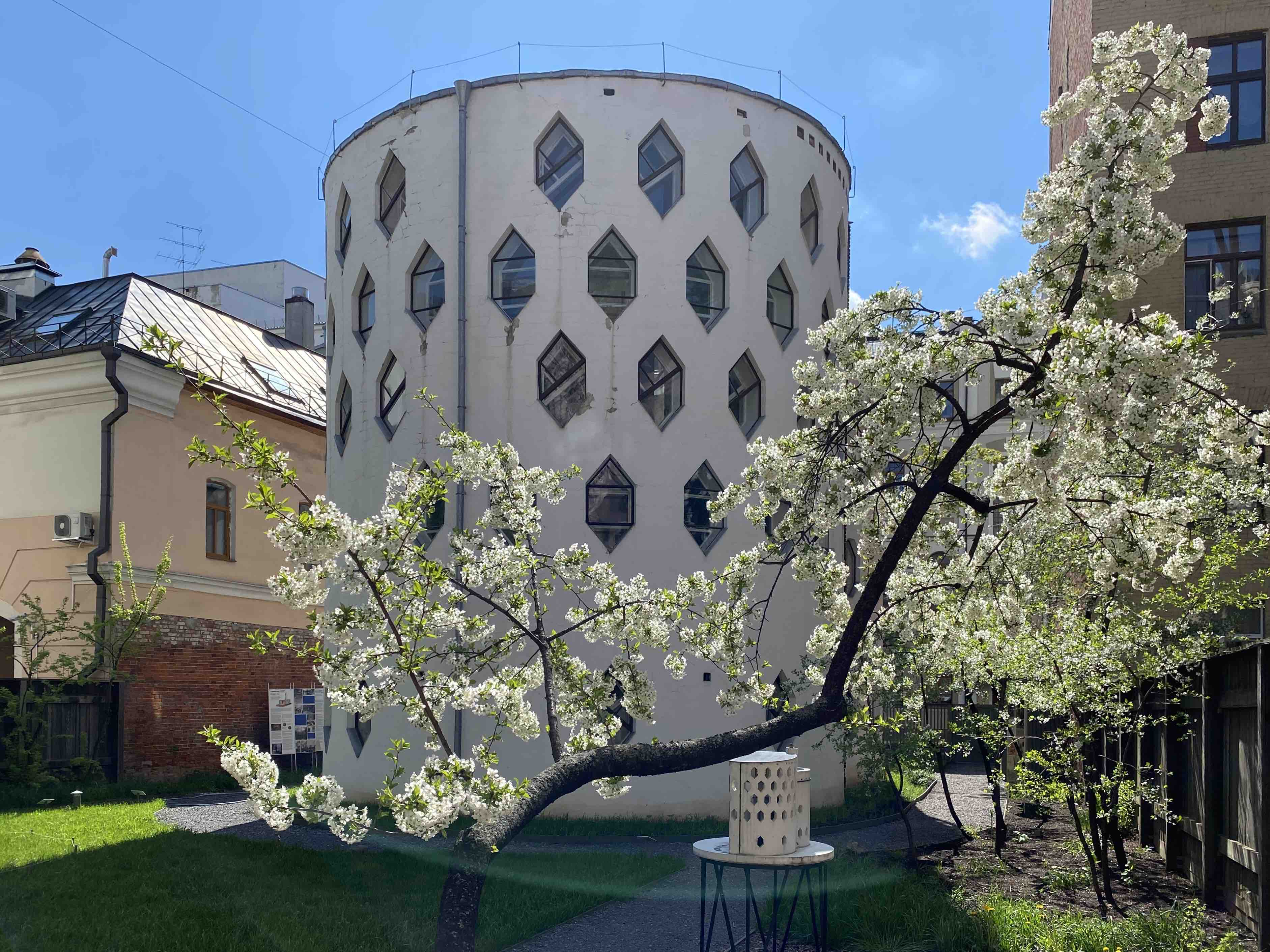
Widok budynku od strony północno-zachodniej

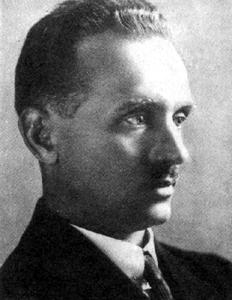
Konstantin Mielnikow, lata 20. XX wieku

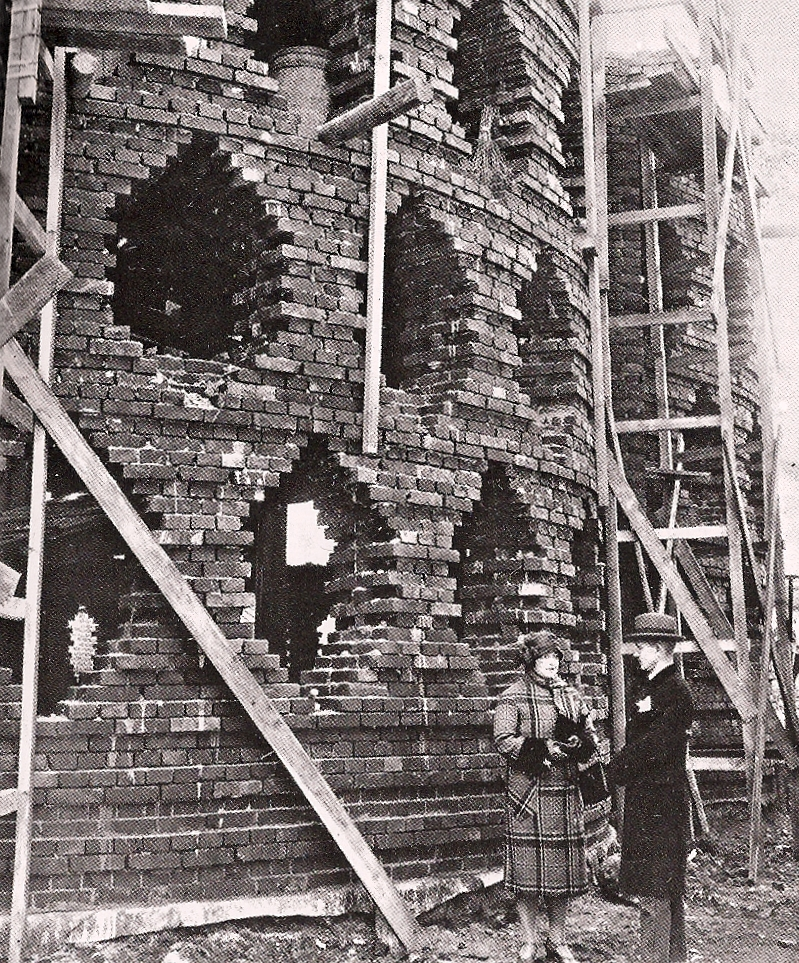
Mielnikow z żoną Anną na tle domu w trakcie budowy

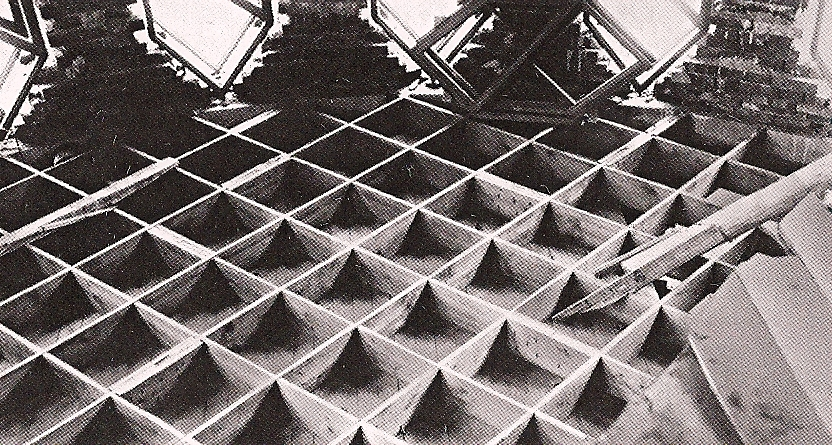
Konstrukcja podłogi, 1929 rok

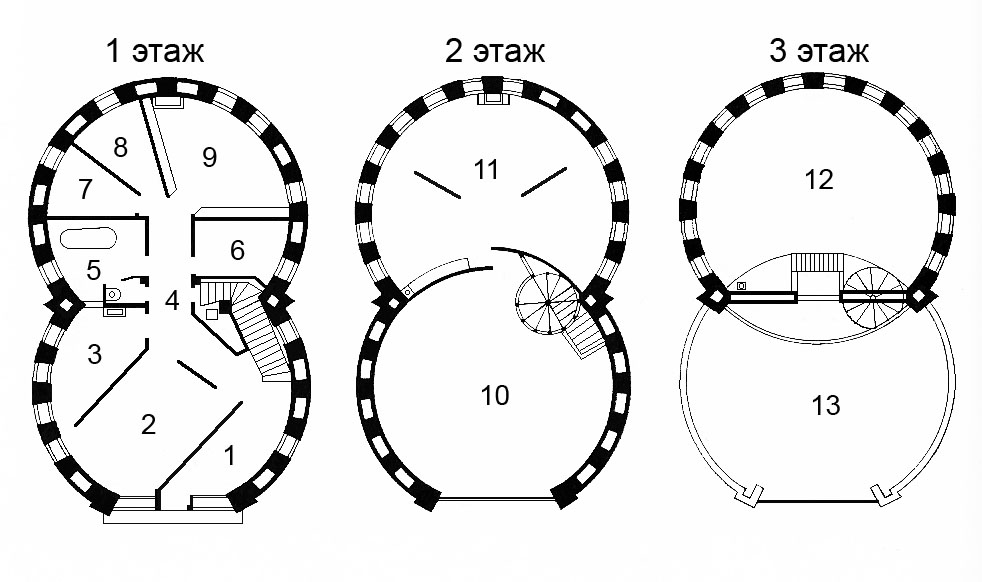
Plan budynku

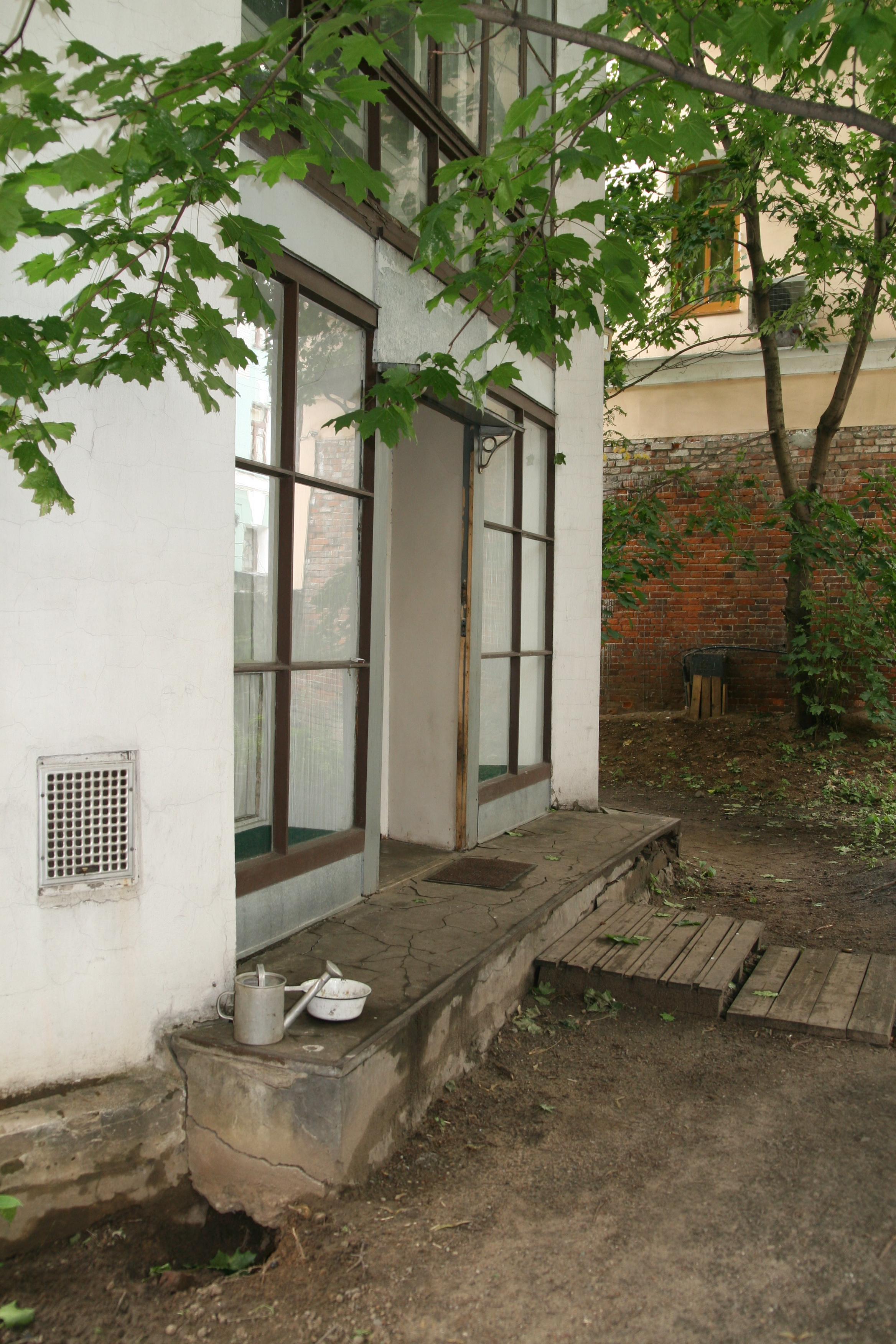
Wejście główne od strony ulicy Kriwoarbackij Pierieułok

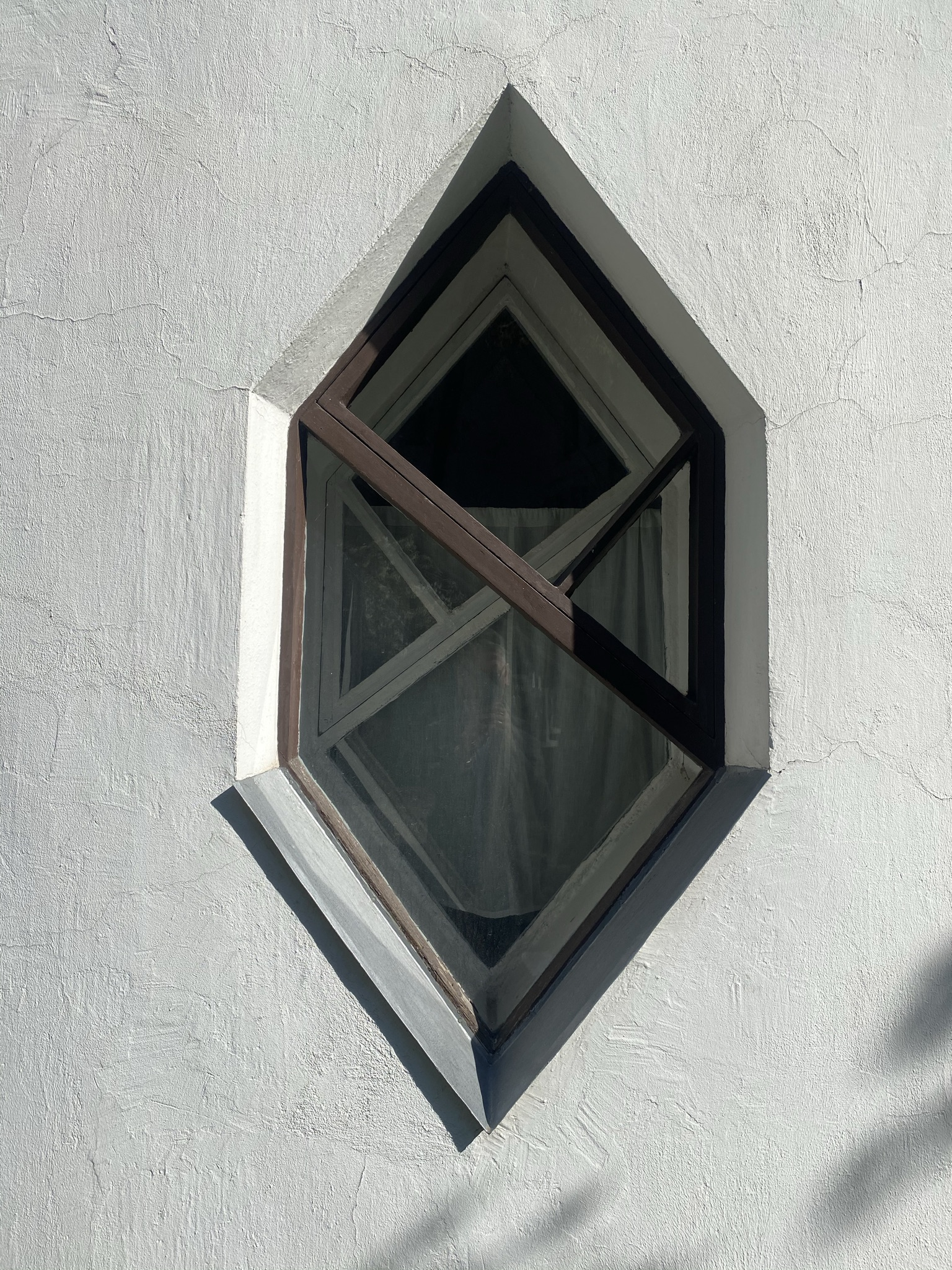
Okno

Dom Mielnikowa (ros. Дом Мельникова) – jednorodzinny mieszkalny budynek, zabytek architektury awangardy radzieckiej. Został zbudowany w latach 1927–1929 przy ulicy Kriwoarbackij Pierieułok 10 w Moskwie według projektu radzieckiego architekta Konstantina Mielnikowa dla siebie i jego rodziny. Dom Mielnikowa jest ikoną budownictwa w stylu konstruktywizmu w czasach radzieckich.
Od 2014 roku budynek został przekształcony w Państwowy Muzeum Konstantina i Wiktora Mielnikkowych.

## Historia powstania

### W poszukiwaniu nowych architektonicznych rozwiązań
Konstantin Mielnikow już od czasów studiów w Moskiewskiej Szkole Malarstwa, Rzeźby i Architektury marzył o swoim własnym domu-pracowni. Początkowo zamierzał kupić już istniejący dom i go przebudować, w związku z czym długo szukał odpowiedniego budynku w Moskwie. Zachowały się szkice przebudowy jednej z neoklasycystycznych moskiewskich kamienic, stworzone przez architekta w latach 1916–1917.
Jednak na początku lat 20. powstają pierwsze szkice budowy domu w nowatorskim stylu. W osobistym archiwum architekta zachowały się różne warianty projektów jego własnego domu, który miał być połączeniem mieszkania i pracowni. Mielnikow wówczas zrywa z różnego rodzaju tradycjonalistycznymi stylizacjami, jak wiele architektów w tym okresie i rozpoczyna poszukiwanie nowych form, kierując swoją uwagę w stronę konstrukcji inżynieryjnych i dynamicznych kompozycji. „Pojawienie się w latach 20. nowatorskich projektów Mielnikowa, niepasujących do żadnej szkoły albo trendów wywoływały jednocześnie zachwyt i niezrozumienie”.
Przy projektowaniu własnego domu-pracowni Mielnikow, występując w roli architekta, zleceniodawcy oraz odbiorcy miał pełną swobodę twórczą.
Zachowały się szkice z lat 20. przedstawiające trzy pierwotne projekty, opracowane przez Mielnikowa. Pierwszym projektem budowy domu był dwukondygnacyjny budynek na planie kwadratu, na którego parterze w samym środku pokoju, miał się znajdować tak zwany piec rosyjski. Eksperymenty z planem okrągłym pojawiły się na rysunkach Mielnikowa w 1922 roku.

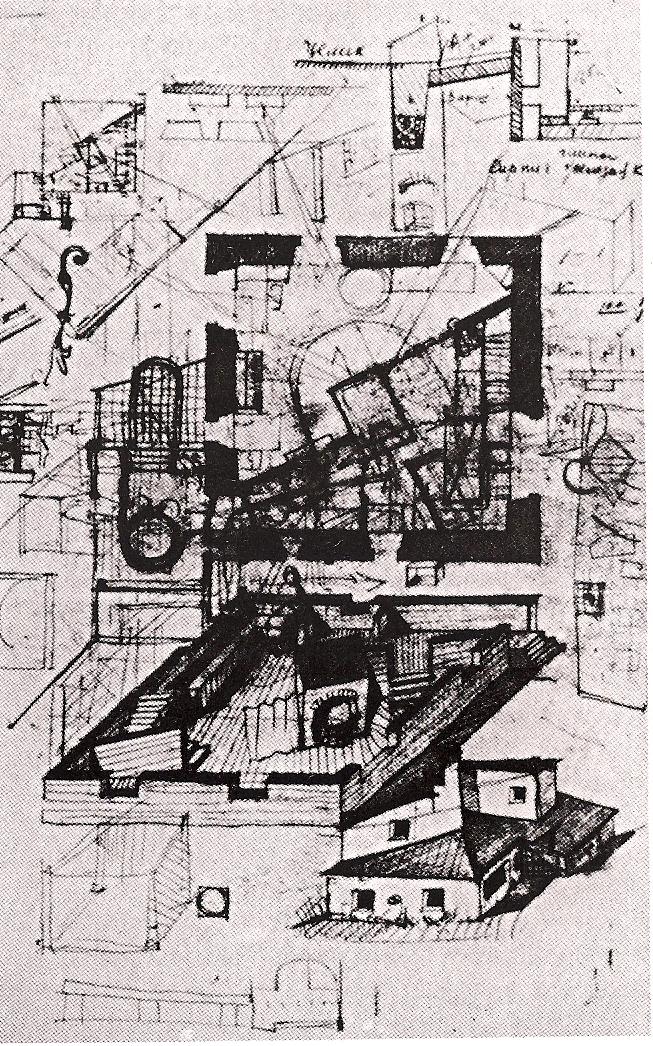
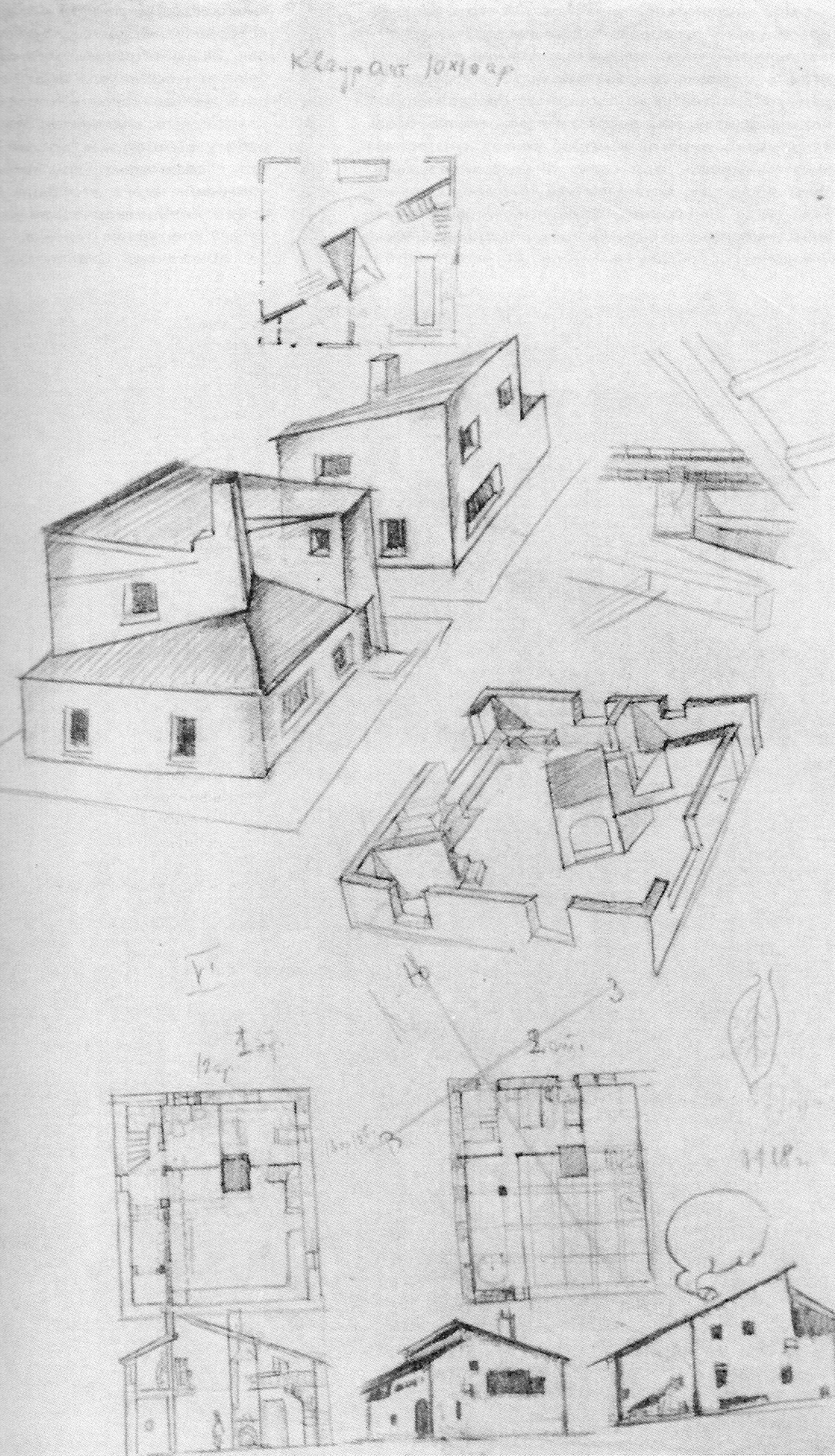
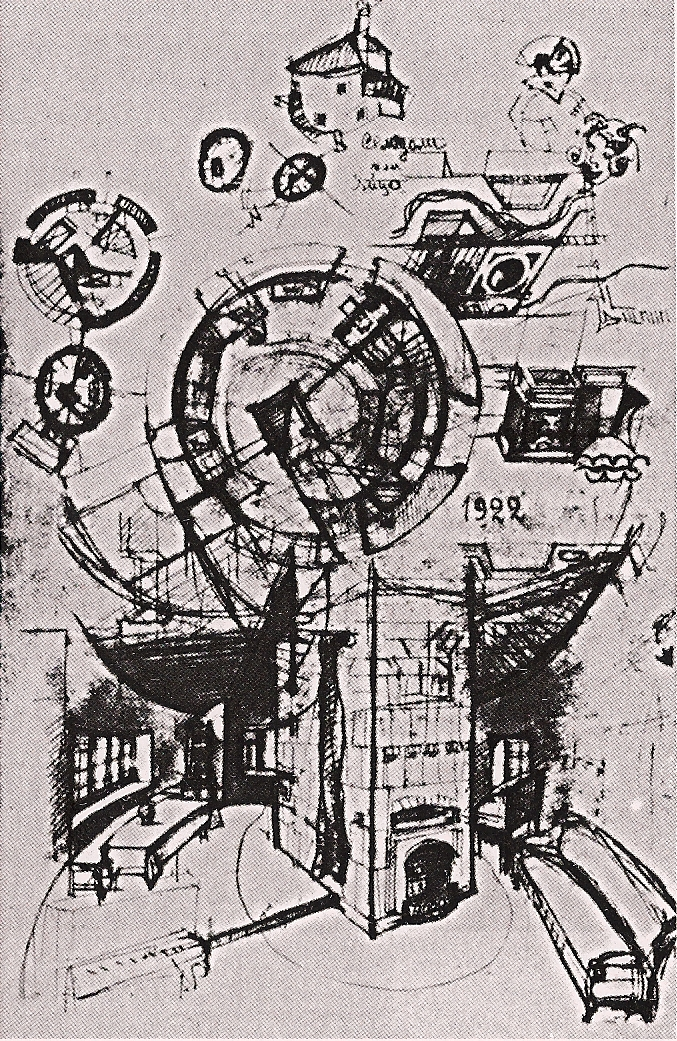

### Budowa i cechy konstrukcyjne
Dom Mielnikowa jest wyjątkowym przykładem architektury radzieckiej, ponieważ w czasach Nowej Polityki Ekonomicznej (NEP) w ZSRR, kiedy w całym kraju budowano mieszkania komunalne, pozwolono jednej osobie wybudować swój prywatny dom w centrum Moskwy. Posiadanie ziemi w mieście, w tamtych czasach było rzadkością. Zbudowanie prywatnego domu było wynikiem wieloletnich starań architekta.
Po pierwsze, projekt Mielnikowa był oficjalnie uznany za eksperymentalny. Miał to być test domu okrągłego, który ze względu na oszczędność i prostotę konstrukcji mógłby później znaleźć zastosowanie w innych projektach, w tym przy budowie domów komunalnych.
Po drugie, w połowie lat dwudziestych Konstantin Mielnikow był jednym z największych i najbardziej rozpoznawalnych nie tylko w ZSRR, ale także w świecie radzieckich architektów. Światową sławę przyniosła mu budowa pawilonu ZSRR na Międzynarodową Wystawę Sztuki Dekoracyjnej i Przemysłu Artystycznego w Paryżu w 1925 roku.
Projekt budowy domu-pracowni Mielnikowa został zatwierdzony 19 stycznia 1927 roku.
Ściany domu wykonano z czerwonej cegły. Na całej powierzchni pojawiają się okna w kształcie heksagonów.

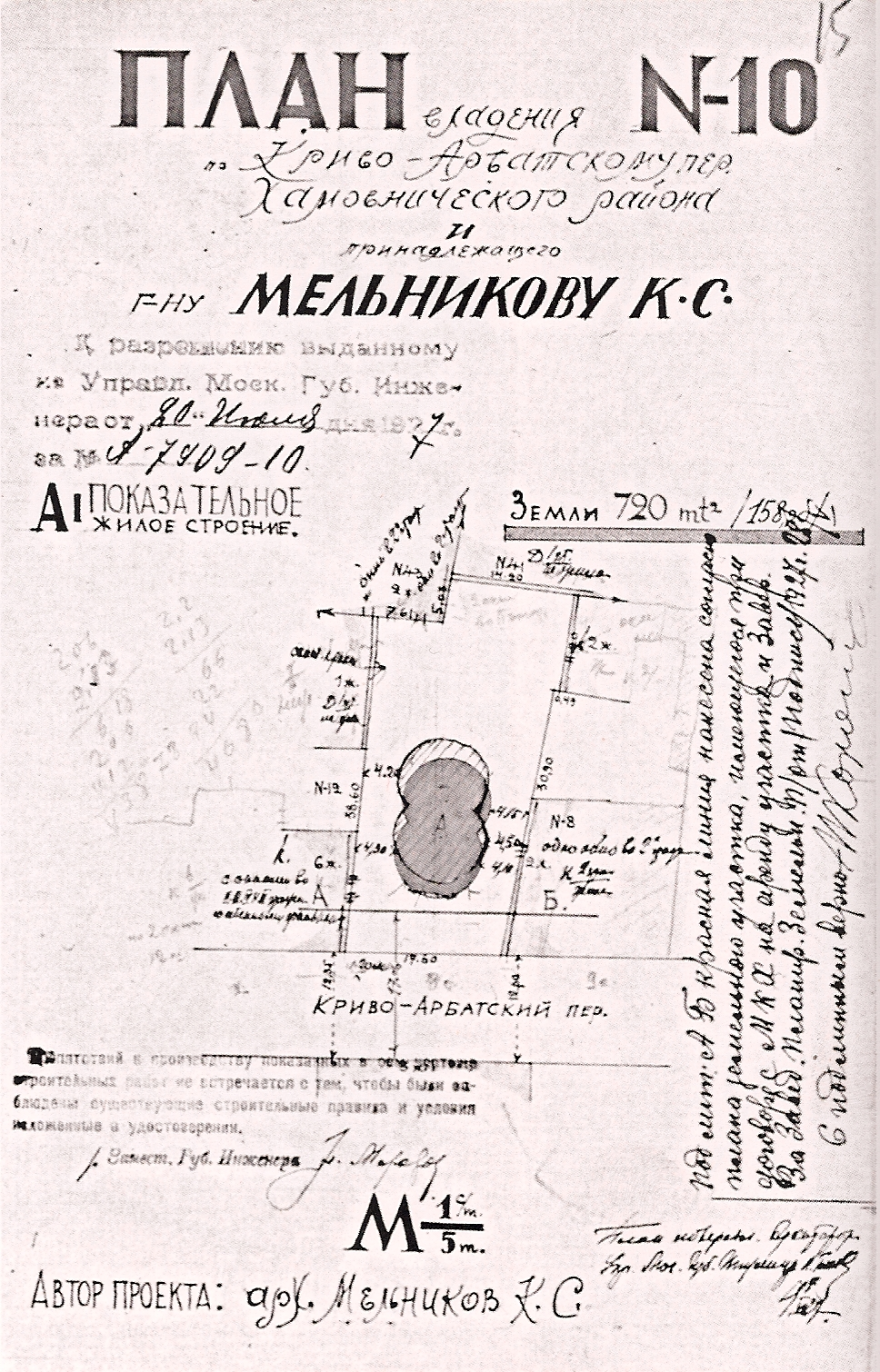
Dokumenty, zatwierdzające projekt budowy z roku 1927
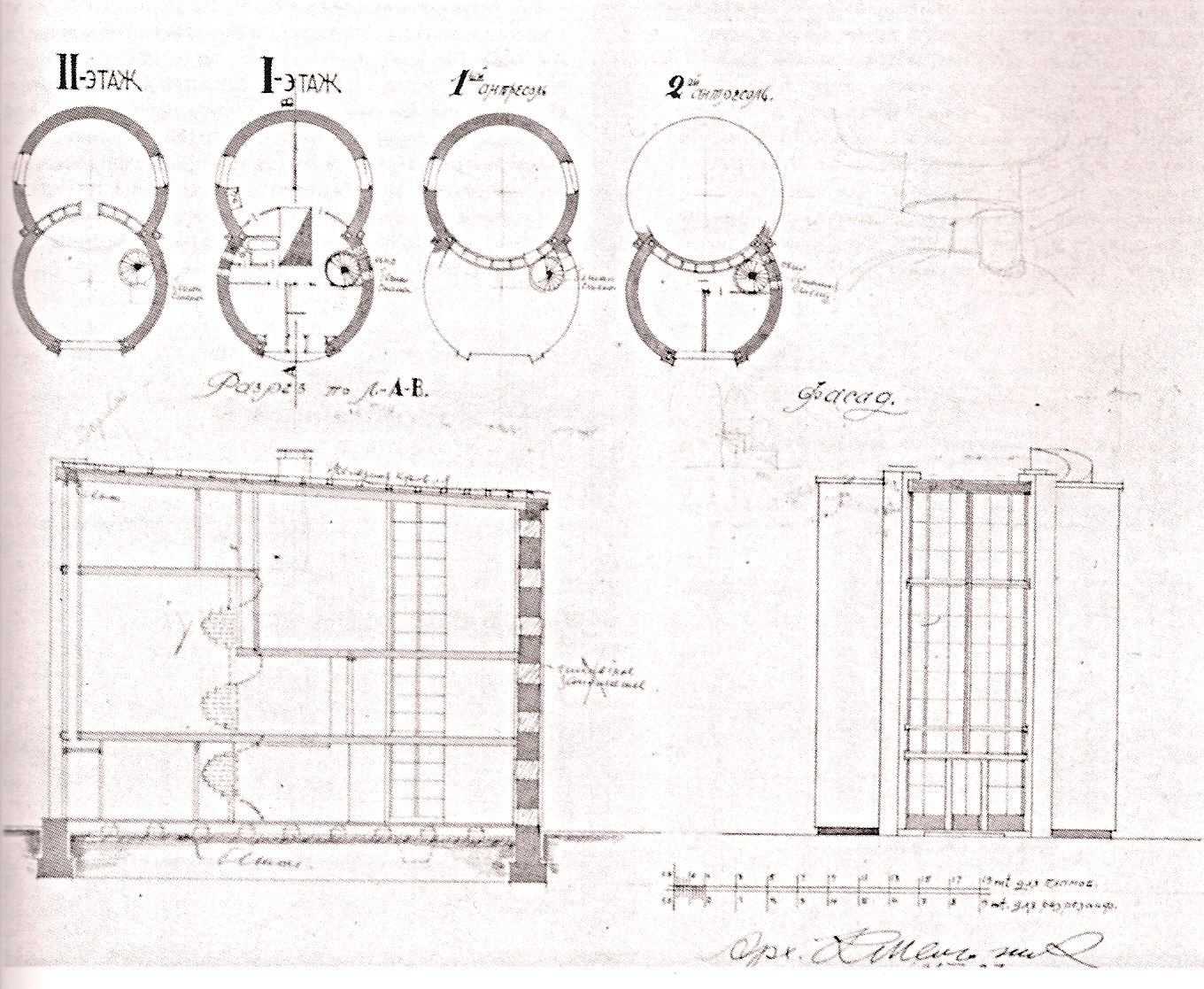
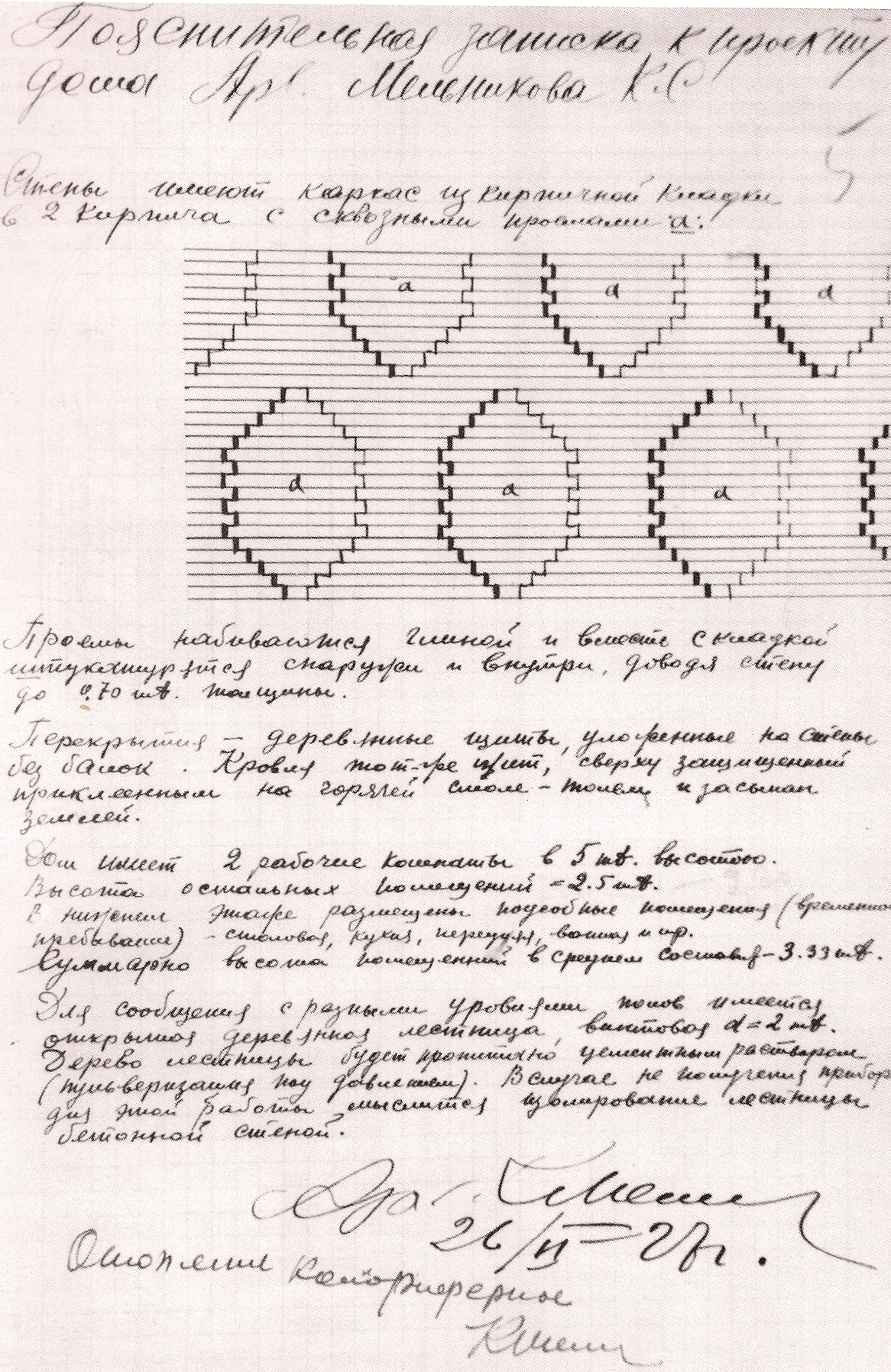

## Architektura i wnętrze
Prywatny dom-pracownia jest szczytem twórczości Mielnikowa, wyróżnia się innowacyjnym projektem i kompozycją przestrzenną, a także przemyślanym układem funkcjonalnym. Wolumetryczna kompozycja domu składa się z dwóch pionowych przenikających się walców o różnej wysokości o tej samej średnicy. Na dachu niższego cylindra znajduje się taras. Od strony ulicy Kriwoarbackij Pierieułok fasada ma symetryczny układ z głównym wejściem. Jest to jedyne wejście do budynku, który składa się z trzech kondygnacji. W centralnym miejscu fasady znajduje się wielkie okno, nad którym został umieszczony napis: „Architekt Konstantin Mielnikow” (ros. Константин Мельников архитектор).

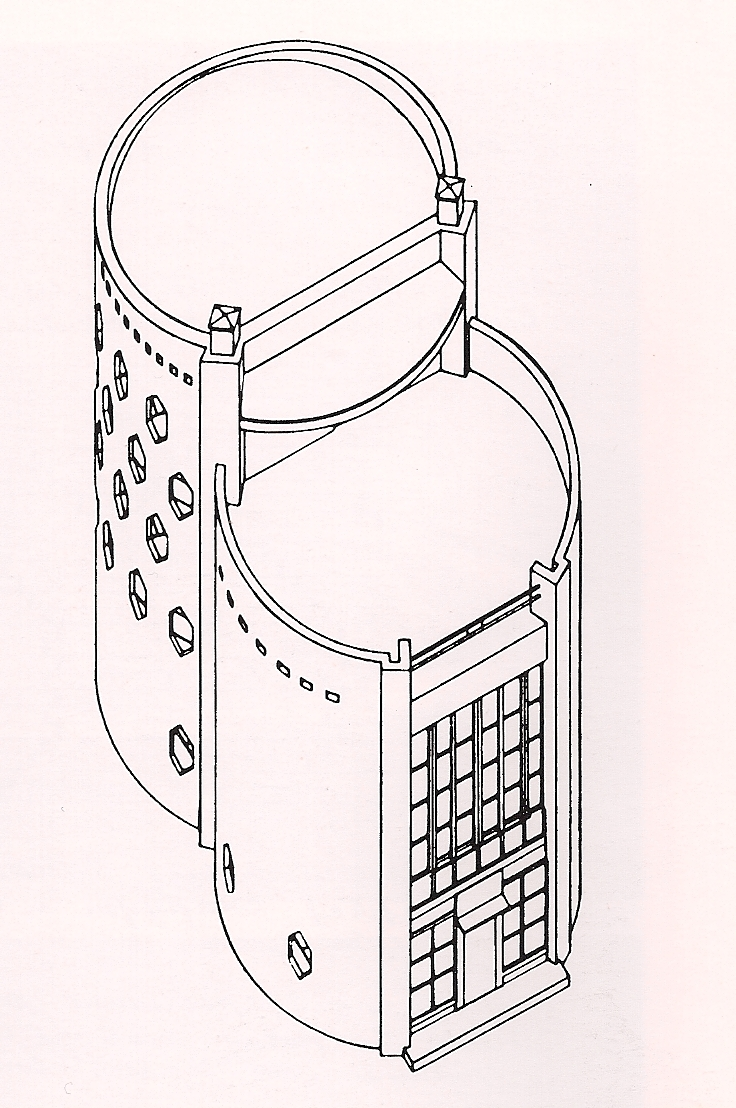
Aksonometria
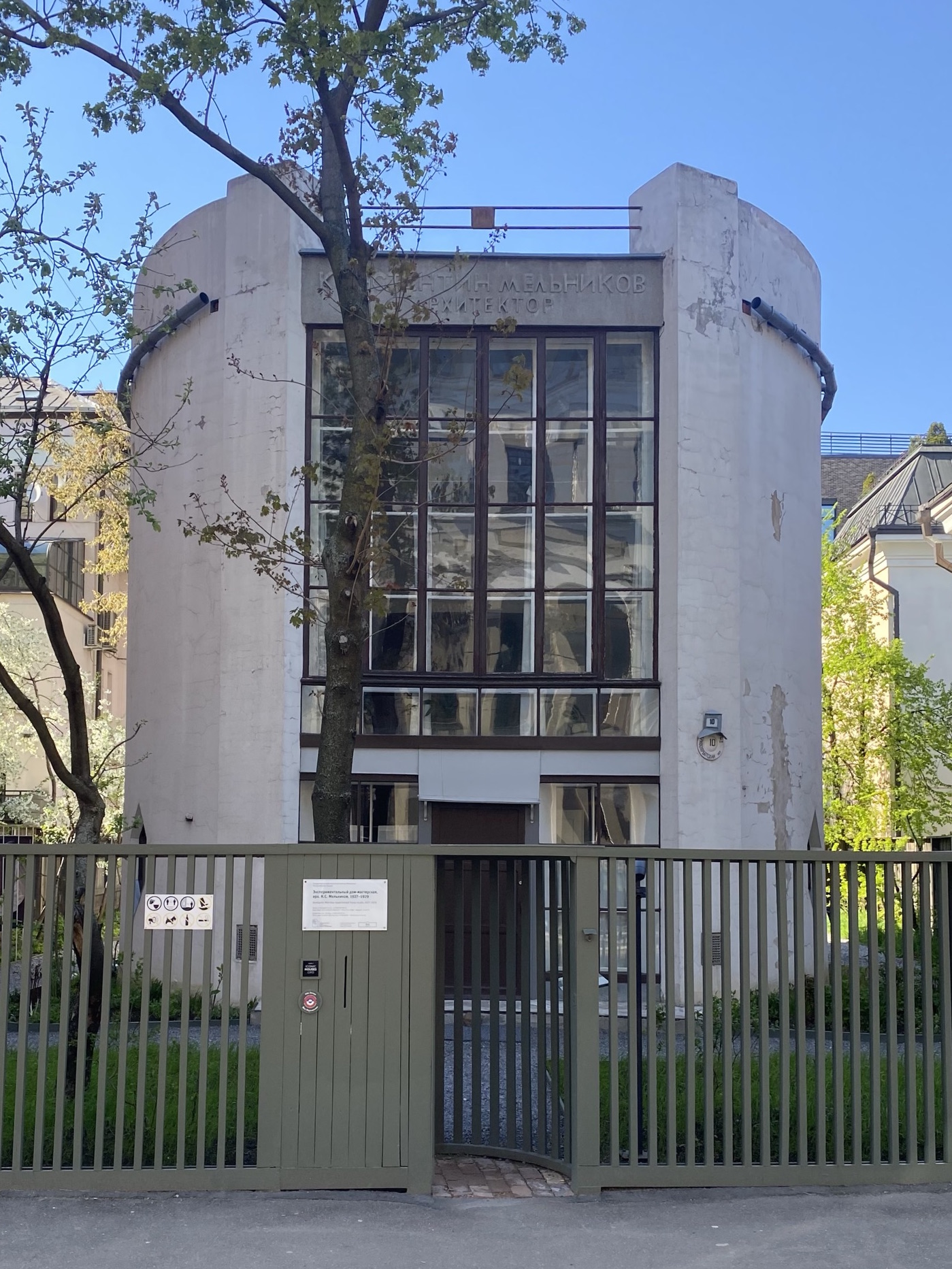
Fasada budynku z głównym wejściem
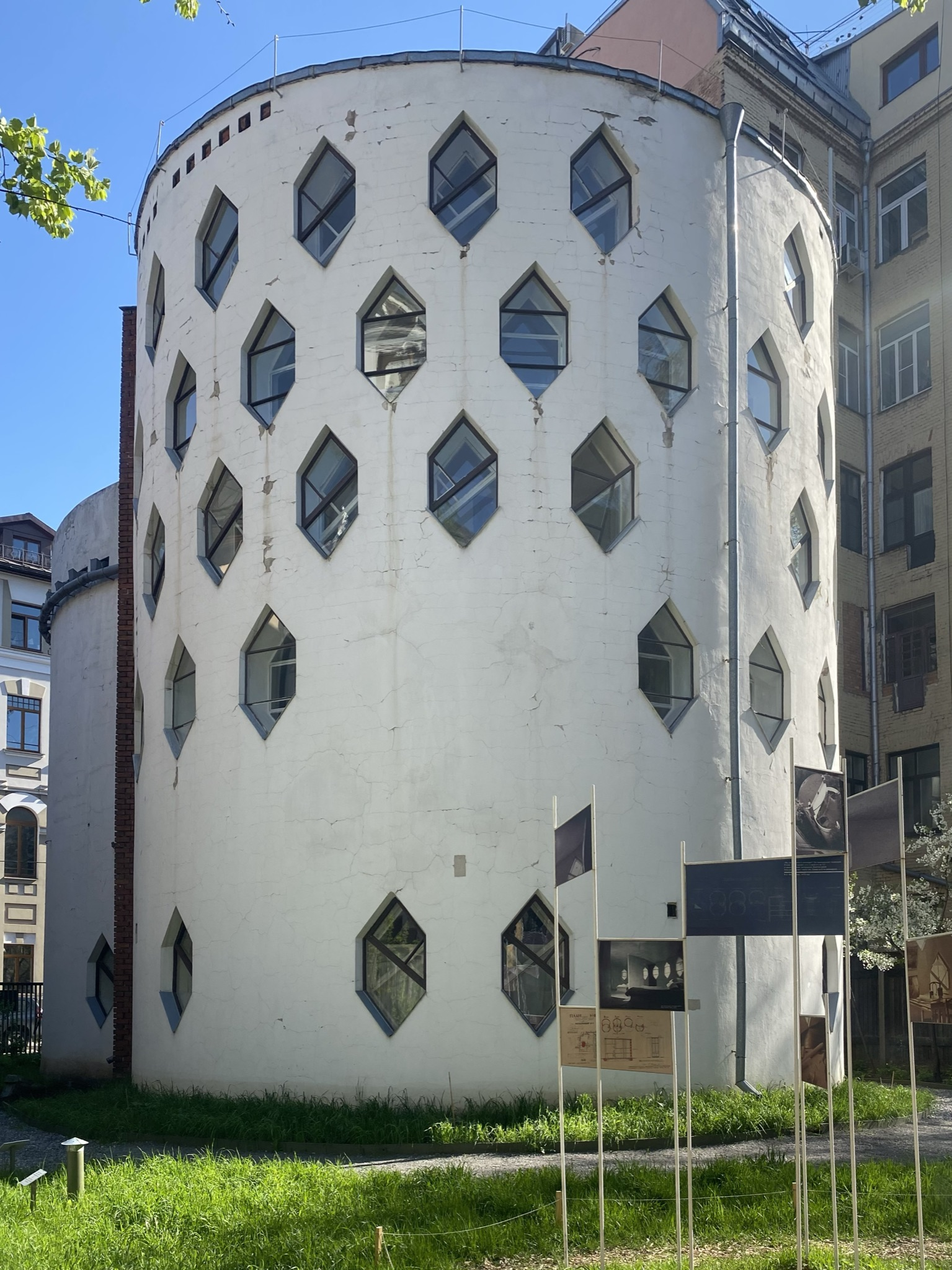
Widok od strony północno-wschodniej

Mielnikow nieraz żartował, że da nagrodę temu kto policzy ile budynek ma pięter, a do swoich kolegów po fachu zwracał się z pytaniem jak z takiej jednej prostej formy powstaje taka różnorodność kształtów. Architekt projektował mieszkanie według swoich potrzeb i marzeń. Zachowały się szkice, które pokazują, że Mielnikow wiedział, jak powinno wyglądać wnętrze domu wcześniej, jeszcze przed jego budową. W swoich wspomnieniach Mielnikow pisał, że „brak odpowiednich funduszy na budowę zastępowała bezgraniczna fantazja”.

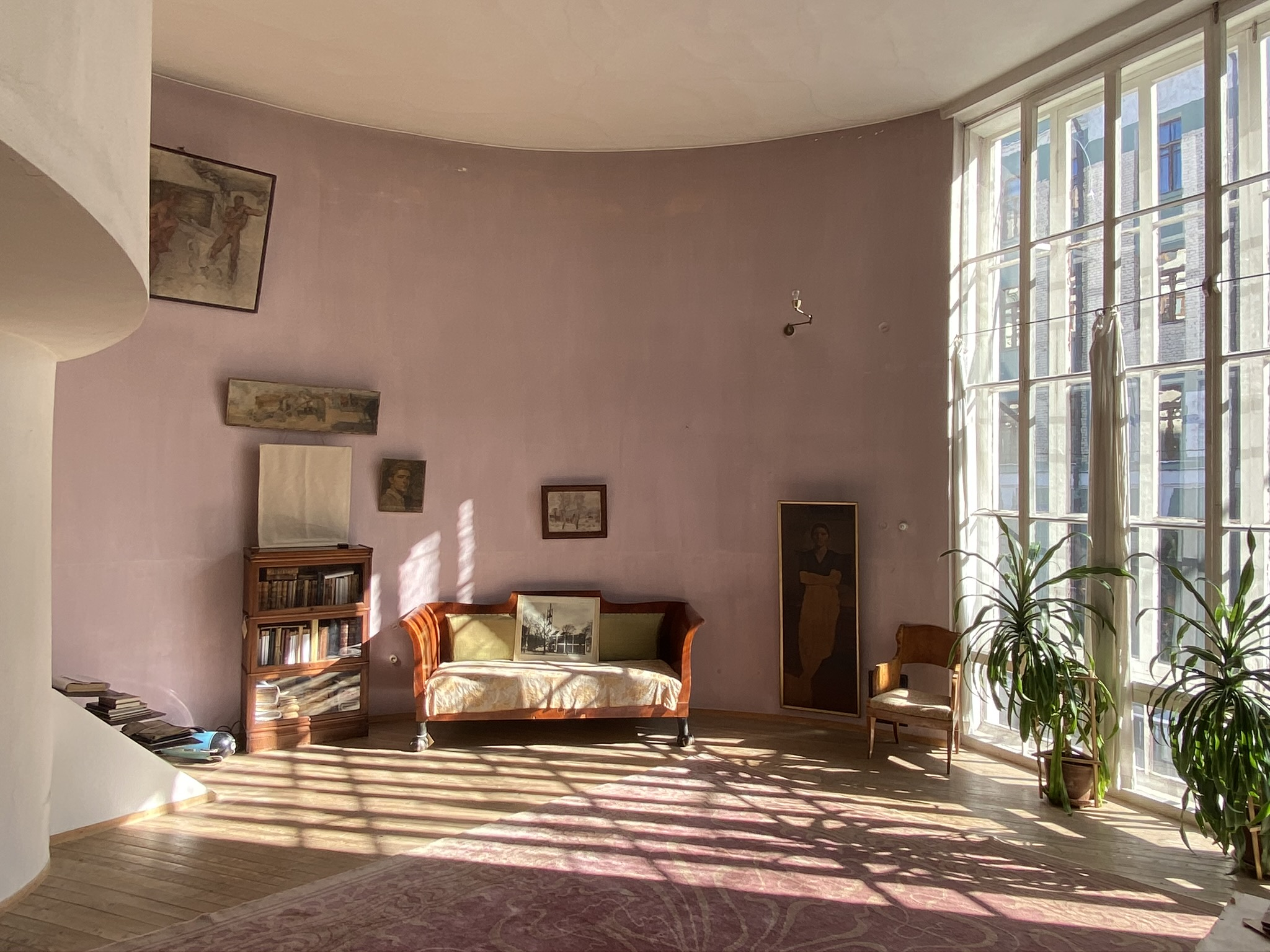
Pokój dzienny
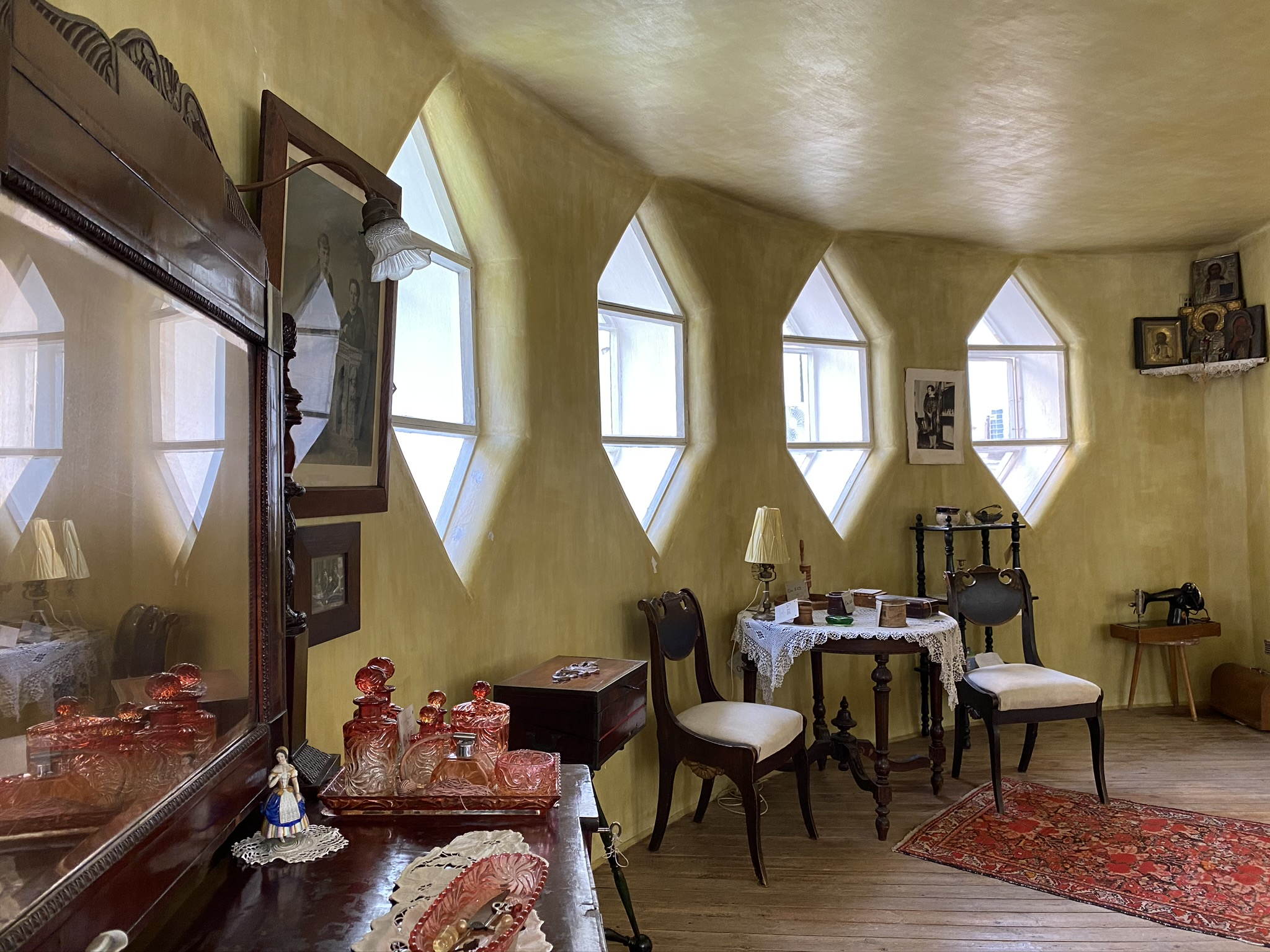
Sypialnia
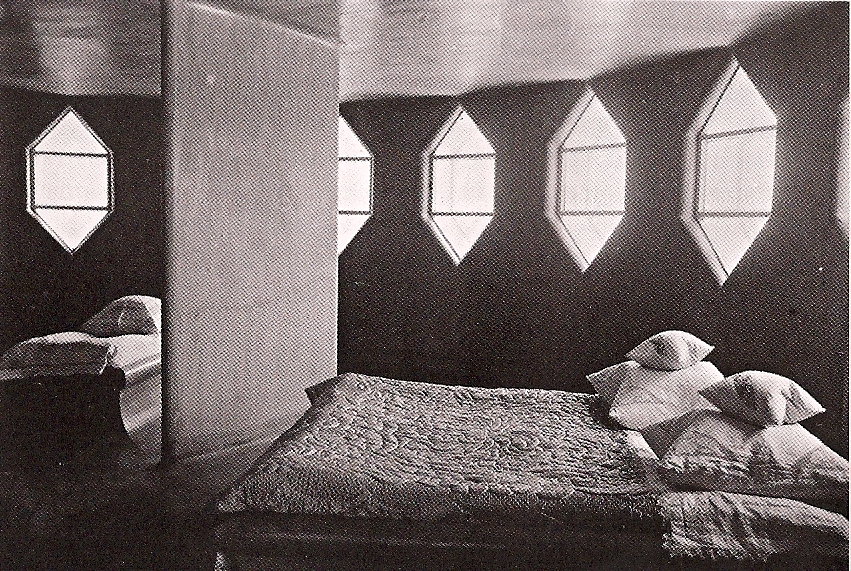
Sypialna, lata 30.

### Parter
- Przedpokój (6,3 m²) – do przedpokoju wchodzi się bezpośrednio z podwórka, przez główne wejście.
- Pokój jadalny (17 m²) – główne pomieszczenie na parterze, gdzie zbierała się cała rodzina, urządzano w nim obiady i przyjmowano gości. Jadalnia jest oświetlona jednym sześciokątnym otworem i dużym prostokątnym oknem na lewo od wejścia do domu.
- Kuchnia (7 m²) – sąsiaduje z jadalnią. Kuchnię oświetlają dwa sześciokątne okna. Nad kuchenką gazową był umieszczony szklany okap, który wyciągał powietrze z kuchni przez wentylację co było szczególnie ważne, ponieważ kuchnia nie miała zamykanych drzwi.
- Łazienka (7 m²) – przylega do kuchni i ma z nią wspólną komunikację. W łazience jest jedno sześciokątne okno i gazowy piec, podgrzewający wodę.
- Dwie pracownie dziecięce tej samej wielkości (5,6 m²) dla syna i córki architekta. W każdym pokoju znajduje się sześciokątne okno. Pokoje były wyposażone w biurka i półki na książki i podręczniki.
- Pokój pracy gospodyni Anny Gawriłowny Mielnikowej (6,5 m²). Stała tam szafa na bieliznę, deska do prasowania i maszyna do szycia.
- Korytarz (13,7 m²), z którego jest zejście do piwnicy.

### I piętro
- Salon (50 m²) jest głównym pokojem domu. W nim Mielnikowowie przyjmowali gości, grali muzykę, rozmawiali. Wyposażenie salonu podkreślało jego przeznaczenie – pianino, kanapa, fotel, okrągły stół. Po wojnie pojawiło się tu duże biurko, ponieważ Konstantin Mielnikow wykorzystał pokój również jako gabinet.
- Sypialnia (43 m²)

### II piętro
- Pracownia Mielnikowa (50 m²) z wyjściem na taras.

## Stan techniczny
Ruch społeczny „Arhnadzor” ((ros.) „Архнадзор”), prowadzący działalność na rzecz ochrony zabytków i pomników architektury Moskwy w 2012 roku apelował do władz miasta o niebezpieczną sytuację, w której znajduje się Dom Mielnikowa: „w wyniku rozbiórki domu Mielgunowa (przy ulicy Arbat 41, znajdującego w bezpośrednim sąsiedztwie Domu Mielnikowa) i budowie na jego miejscu pięciopiętrowego budynku wielofunkcyjnego z podziemnym parkingiem o głębokości nie mniejszej niż 15 m, powstaje sytuacja, która stwarza zagrożenie dla stanu technicznego Domu Mielnikowa”.
17 kwietnia 2006 r. na międzynarodowej konferencji „Heritage at risk – ochrona architektury XX wieku i dziedzictwa światowego” przyjęto rezolucję zwracającą się do Ministerstwa Kultury i Komunikacji Masowej Federacji Rosyjskiej oraz Komitetu ds. Dziedzictwa Kulturowego miasta Moskwy o uznanie, że „wybitna spuścizna Konstantina Mielnikowa jest w zagrożeniu i opracowanie planu ochrony domu Mielnikowa i jego kolekcji w ramach istniejących międzynarodowych standardów prac konserwatorskich oraz zapewnić, aby Dom Mielnikowa i jego zbiory znalazły się na liście zabytków o znaczeniu federalnym”.
W tym samym roku dom-warsztat Mielnikowa został wpisany na „Listę 100 najbardziej zagrożonych zabytków świata” (eng. World Monuments Watch list of 100 most endangered sites).

## Muzeum

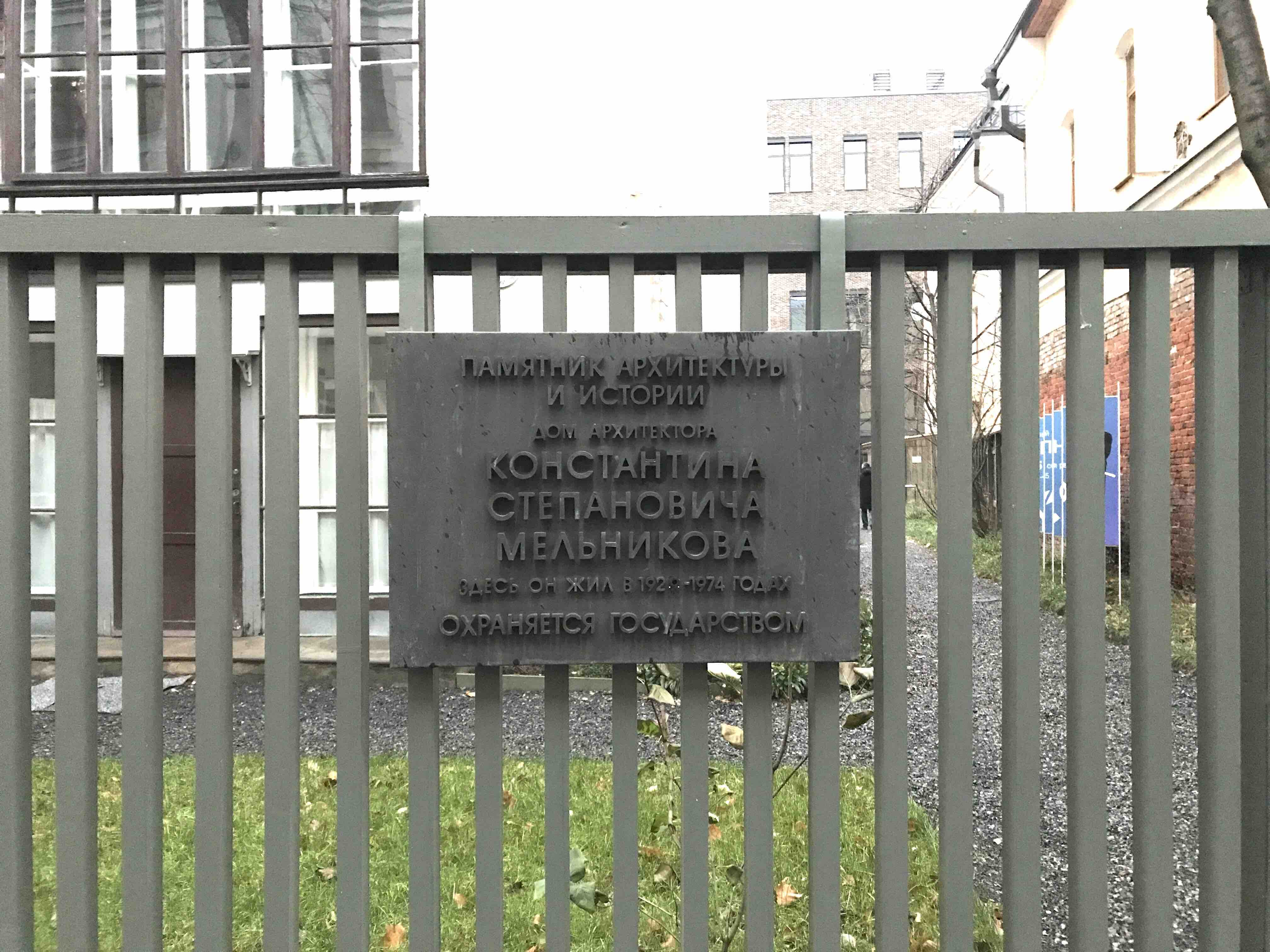
Tablica pamiątkowa, 2019

Od 2014 roku w Domu Mielnikowa mieści się Muzeum Konstantina i Wiktora Mielnikowych, które jest oddziałem Państwowego Muzeum Architektury im. Aleksieja Szczusiewa. Muzeum powołane rozporządzeniem Ministerstwa Kultury Federacji Rosyjskiej w lutym 2014 r. w celu spełnienia testamentu Wiktora Mielnikowa, syna architekta Konstantina Mielnikowa.